# Stangmore Park
Der Stangmore Park, das Stadion des Dungannon Swifts FC, liegt in Dungannon, Nordirland.
Die Spielstätte wurde 1975 zusammen mit einem neuen Vereinsgebäude des Dungannon Swifts FC gebaut.

An jeder Seite des Spielfeldes befinden sich einige der 3.000 Plätze, die das Stadion bietet. Sie sind teilweise überdacht. Die Haupttribüne, welche sich an einer Längsseite befindet, besteht aus 270 Sitzgelegenheiten und ist vollständig überdacht. Hinter jedem Tor gibt es eine Toilettenanlage. Eine Flutlichtanlage ist ebenfalls installiert.

Das Stadion wird oft wegen seines guten Rasenzustandes gelobt.